# 上海广播博物馆
上海广播博物馆（英語：Shanghai Radio Museum）是一座位于上海长宁区以广播为主题的博物馆。

## 历史
2023年5月27日建成开放，位于上海长宁区虹桥路1376号上海广播大厦2楼。隶属于上海广播电视台。

## 营业时间
- 周一至周六：上午九点至十二点，下午两点至五点
- 周日闭馆

## 交通
- 上海轨道交通10号线伊犁路站